# Liste des députés de la Communauté française de Belgique (2009-2014)
Le parlement de la Communauté française de Belgique élu en 2009 compte 94 députés:
- 75 députés wallons élus au suffrage universel direct. Les députés ayant prêté serment en allemand () sont remplacés par leur suppléants respectifs.
- 19 députés élus par les députés francophones du Parlement bruxellois en leur sein (), comme suit:

| cdH | PS | MR | FDF | Ecolo |
| 3   | 6  | 4  | 2   | 4     |
| --- | -- | -- | --- | ----- |

Dix députés sont délégués au sénat comme sénateur de communauté (), comme suit:
| législature | cdH | PS | MR | Ecolo |
| 52e         | 2   | 3  | 3  | 2     |
| 53e         | 2   | 3  | 3  | 2     |
| ----------- | --- | -- | -- | ----- |

## Bureau
- Jean-Charles Luperto (PS), président
  - Serge Kubla (MR), premier vice-président
  - Olivier Saint Amand (ECOLO), deuxième vice-président
  - Pierre Tachenion (PS), troisième vice-président
    - Véronique Salvi (cdH) secrétaire
    - Alain Destexhe (MR) secrétaire
    - Mohammed Daïf (PS) secrétaire

## Partis représentés (94)

### Parti Socialiste(35)
1. Hugues Bayet remplace Paul Magnette[1]
2. Marc Bolland (Bourgmestre)
3. Christophe Collignon  (Conseiller communal)
4. Mohammed Daïf
5. Marc de Saint Moulin (Bourgmestre)
6. Caroline Désir
7. Bea Diallo
8. Christian Dupont (Bourgmestre)
9. Claude Eerdekens (18-07-2009) remplace Éliane Tillieux[1] ( conseillére communale)
10. Nadia El Yousfi (6.11.2013) remplace  Rudi Vervoort (Bourgmestre)
11. Françoise Fassiaux-Looten (Conseillére communale)
12. Latifa Gahouchi (19-12-12) remplace Serdar Kilic remplace Philippe Busquin (Bourgmestre)
13. Virginie Gonzalez Moyano (19-7-2010) remplace Laurent Devin[2] (18-07-2009) remplace Paul Furlan[1] (Bourgmestre)
14. Catherine Houdart (19-7-2010) remplace Elio Di Rupo[2] (Bourgmestre)
15. Alain Hutchinson (19-7-2010) remplace  Fatiha Saïdi[2]
16. Jean-François Istasse remplace  Edmund Stoffels
17. Joelle Kapompole (conseillére communale)
18. Mauro Lenzini (24-9-2009) remplace Julie Fernandez Fernandez[2]
19. Jean-Charles Luperto (Bourgmestre)
20. Jean-Claude Maene remplace Jean-Marc Delizée[1] (Conseiller communal)
21. Christie Morreale (9-10-2013) remplace Maggie Yerna remplace Willy Demeyer (Bourgmestre)
22. Maurice Mottard (20-9-2012) remplace Michel Daerden (décédé) (comme ministre, remplacé par Mauro Lenzini jusqu'au 7-7-2010)
23. Alain Onkelinx (conseiller communal)
24. Sophie Pécriaux (Echevine)
25. Sébastian Pirlot (Bourgmestre)
26. Annick Saudoyer (conseillére communale)
27. Daniel Senesael (18-07-2009) remplace Rudy Demotte[1] (Bourgmestre)
28. Isabelle Simonis (Bourgmestre)
29. Malika Sonnet (18-07-2009) remplace Philippe Courard[1] (Bourgmestre)
30. Pierre Tachenion remplace Didier Donfut
31. Muriel Targnion  (Echevine)
32. Eric Tomas
33. Graziana Trotta (18-07-2009) remplace Eric Massin (Echevin)
34. Léon Walry, chef de groupe (bourgmestre) remplace André Flahaut[2]
35. Olga Zrihen  (Echevine)

### Mouvement réformateur(23)
1. Anne Barzin (Echevine)
2. Françoise Bertieaux, chef de groupe
3. Chantal Bertouille (Echevine)
4. Yves Binon (Bourgmestre)
5. Willy Borsus (Bourgmestre)
6. Jacques Brotchi
7. Caroline Cassart-Mailleux (conseillère communale) (Conseillère provinciale)
8. Véronique Cornet (Bourgmestre)
9. Jean-Luc Crucke (Bourgmestre)
10. Sybille de Coster-Bauchau (Conseillère communale)
11. Christine Defraigne  (Conseillère communale)
12. Alain Destexhe
13. Philippe Dodrimont (bourgmestre)(Conseiller provinciale)
14. Hervé Jamar (Bourgmestre)
15. Pierre-Yves Jeholet (conseiller communal)
16. Serge Kubla (Bourgmestre)
17. Richard Miller (Echevin)
18. Gilles Mouyard (Conseiller communal)
19. Marcel Neven (Bourgmestre)
20. Florine Pary-Mille (Bourgmestre)
21. Florence Reuter
22. Françoise Schepmans
23. Jean-Paul Wahl (Bourgmestre)

### Ecolo(17)
1. Marcel Cheron , chef de groupe
2. Veronica Cremasco
3. Matthieu Daele
4. Jean-Claude Defossé
5. Xavier Desgain (conseiller communal)
6. Emmanuel Disabato (conseiller communal)
7. Patrick Dupriez
8. Stéphane Hazée (21/03/2012) remplace Emily Hoyos
9. Zakia Khattabi  (24.9.2009) remplace Marie Nagy
10. Bénédicte Linard (19-12-2012) remplace Olivier Saint Amand
11. Isabelle Meerhaeghe
12. Jacques Morel
13. Christian Noiret
14. Yves Reinkin remplace  Monika Dethier-Neumann
15. Marianne Saenen
16. Luc Tiberghien
17. Barbara Trachte (02/12/2009) remplace Sarah Turine

### Centre Démocrate Humaniste (16)
1. Jean-Paul Bastin remplace (17.7.13) Marc Elsen , chef de groupe (conseiller communal) remplace Melchior Wathelet[1]
2. André Bouchat (18-07-2009) remplace Benoît Lutgen[1]
3. Julie De Groote
4. Michel de Lamotte (conseiller communal)
5. André du Bus de Warnaffe  remplace Céline Fremault
6. Alfred Gadenne (bourgmestre)
7. Anne-Catherine Goffinet (échevine)'
8. Benoît Langendries (18-07-2009) remplace André Antoine[1]
9. Michel Lebrun (1er échevin)
10. Dimitri Fourny  (conseiller communal)
11. Bertin Mampaka Mankamba remplace  Pierre Migisha
12. Savine Moucheron (18/01/2012) remplace Carlo Di Antonio[1] remplace Catherine Fonck (bourgmestre)
13. Maxime Prévot (échevin)
14. Antoine Tanzilli (2013) remplace Véronique Salvi (conseillère communale)
15. Christine Servaes (18-07-2009) remplace Marie-Dominique Simonet[1] (conseillère communale)
16. Damien Yzerbyt (échevin)

### Fédéralistes démocrates francophones(2)
1. Didier Gosuin
2. Caroline Persoons

### Indépendants (1)
1. Bernard Wesphael (ex-ECOLO)